# 香港仔海濱公園

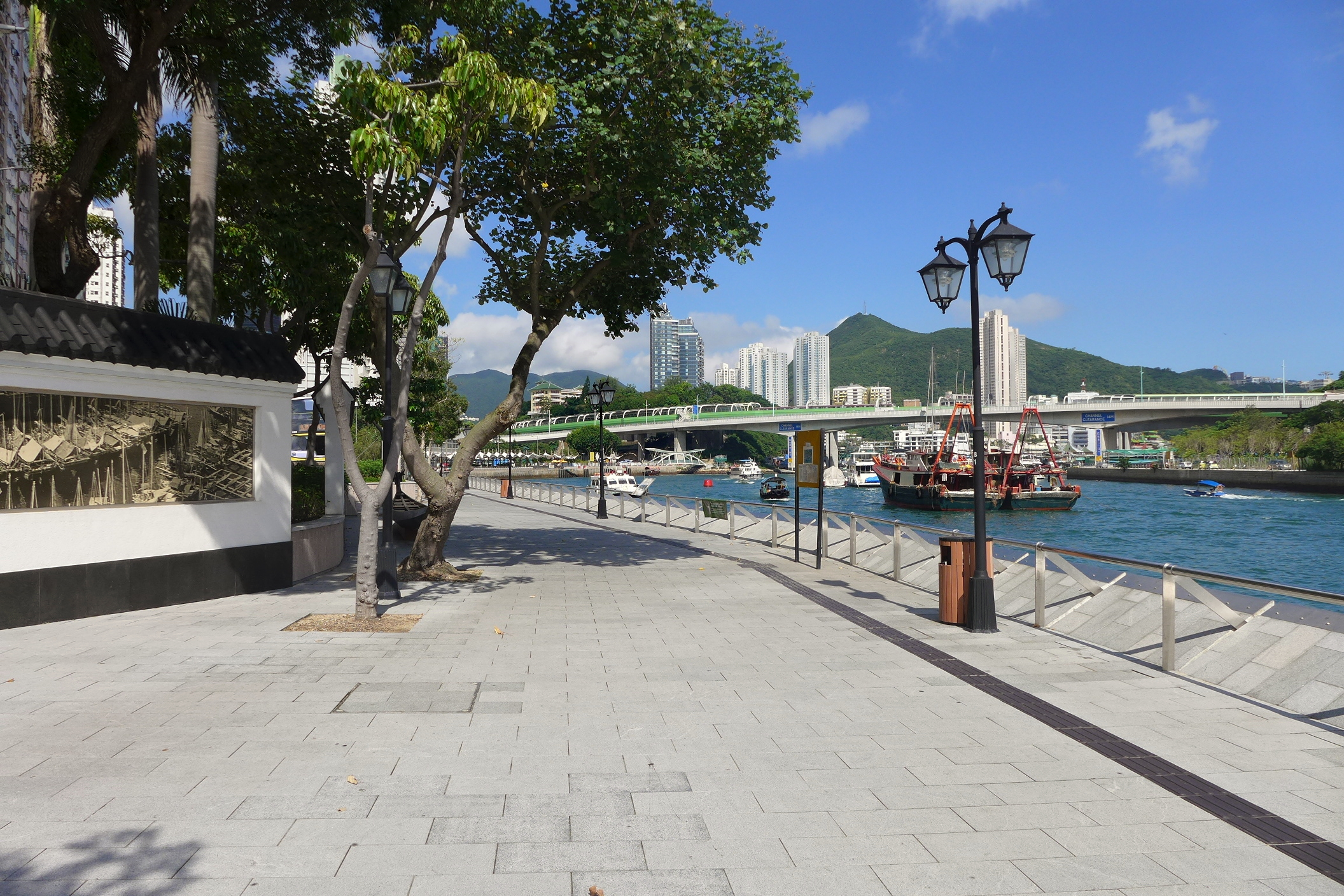
香港仔海濱公園

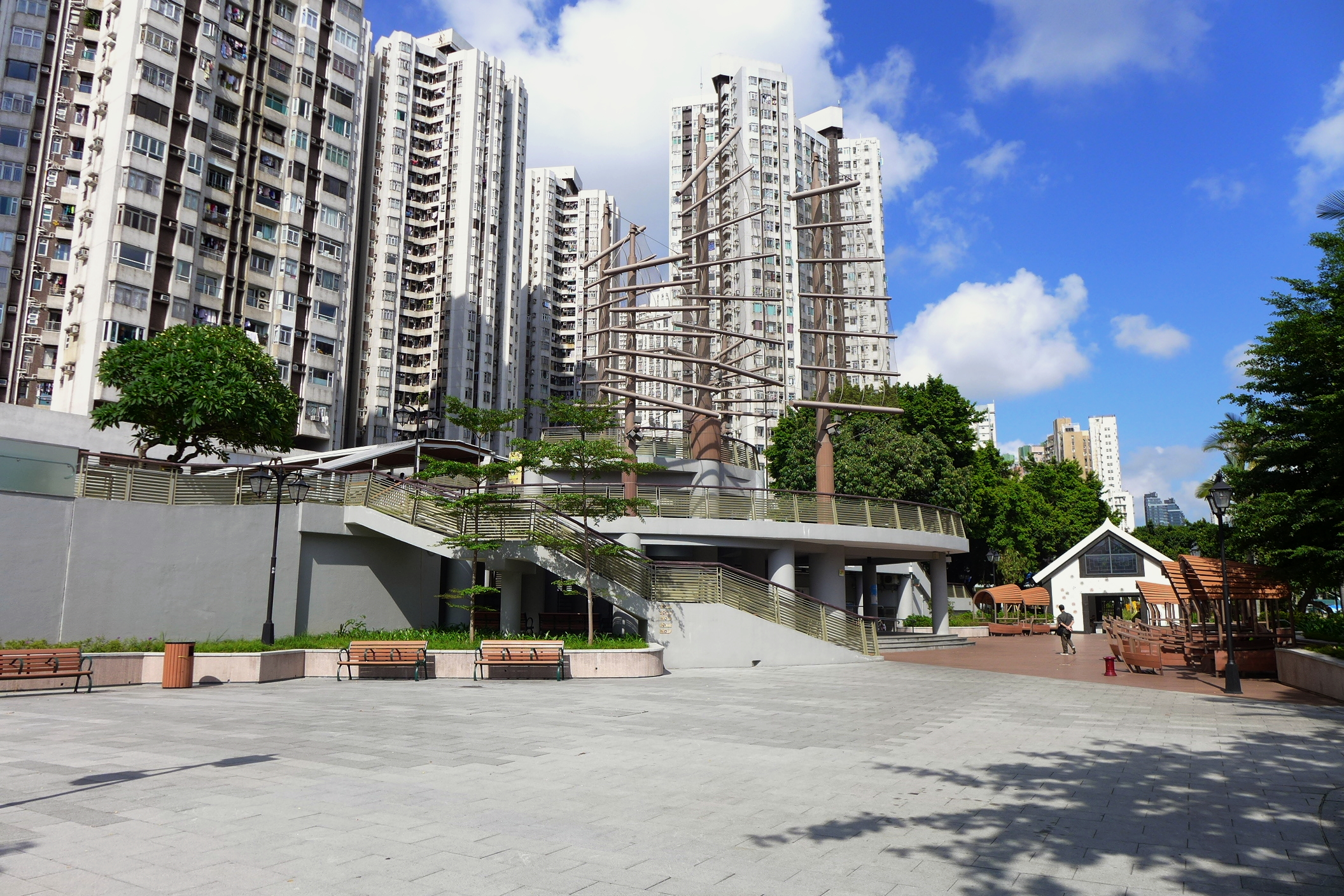
2014年翻新後新建的帆船地標

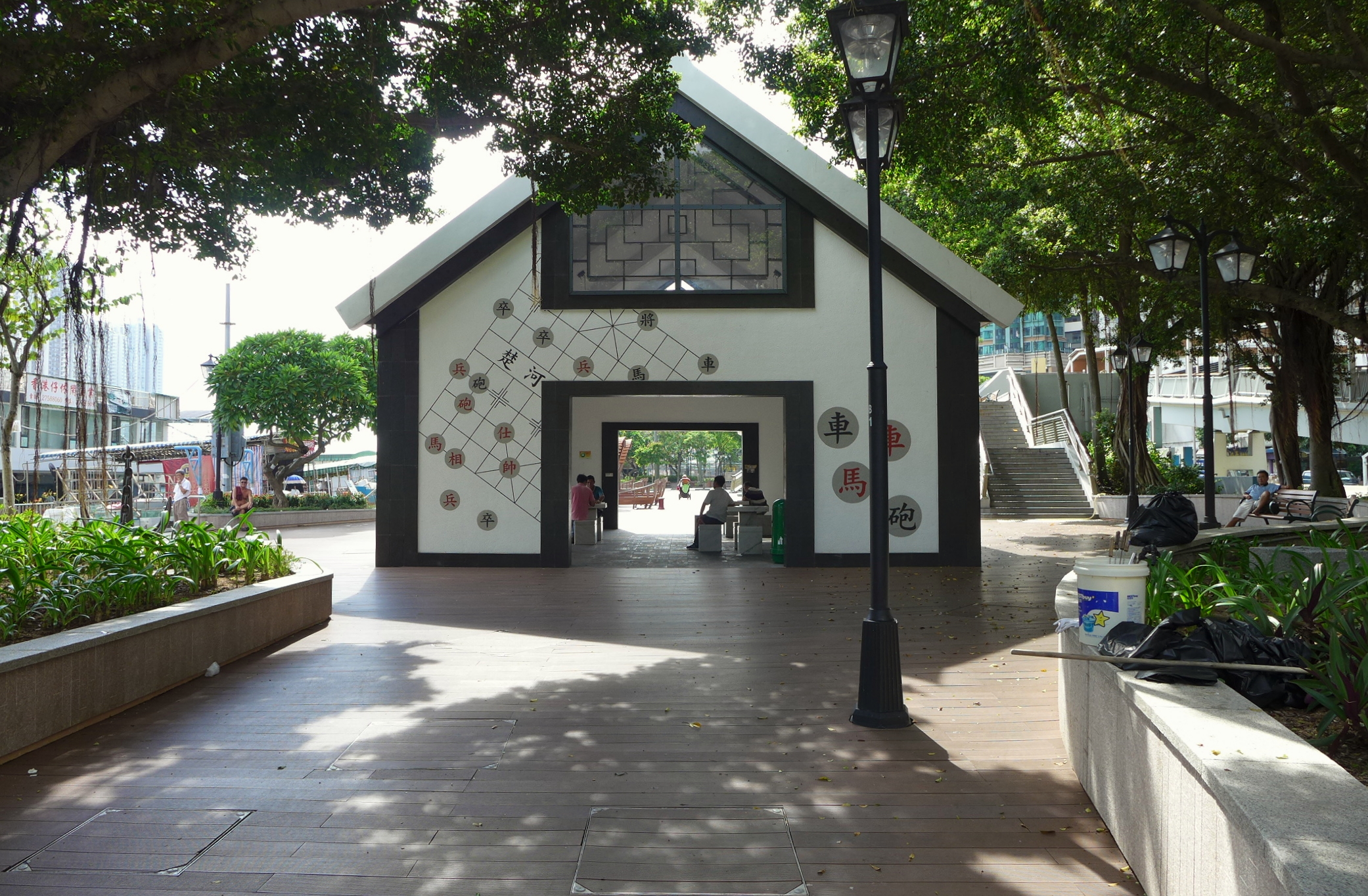
2014年翻新後新建的對弈亭

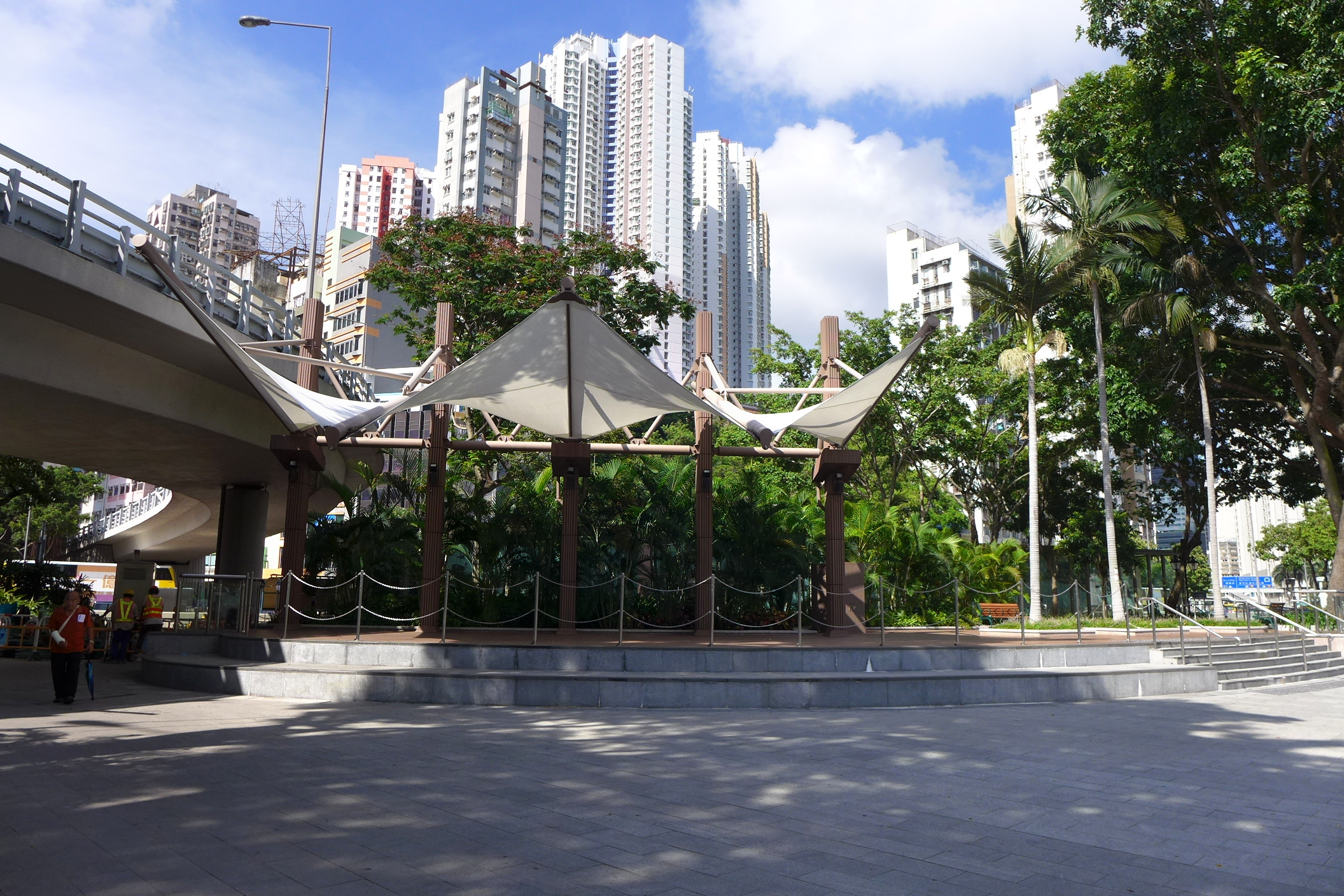
2014年翻新後新建的表演台

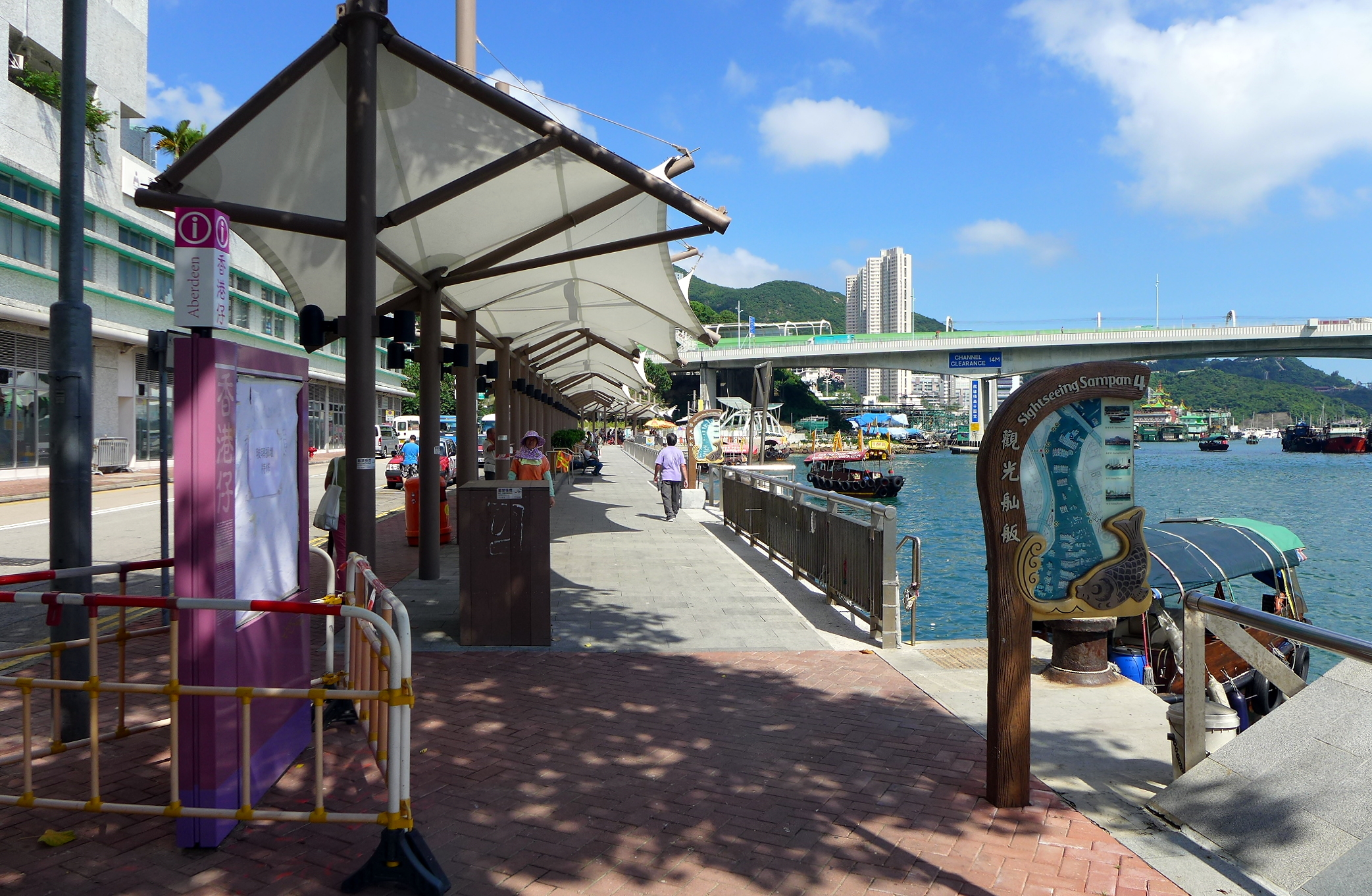
海濱公園盡頭設舢舨碼頭供遊客使用

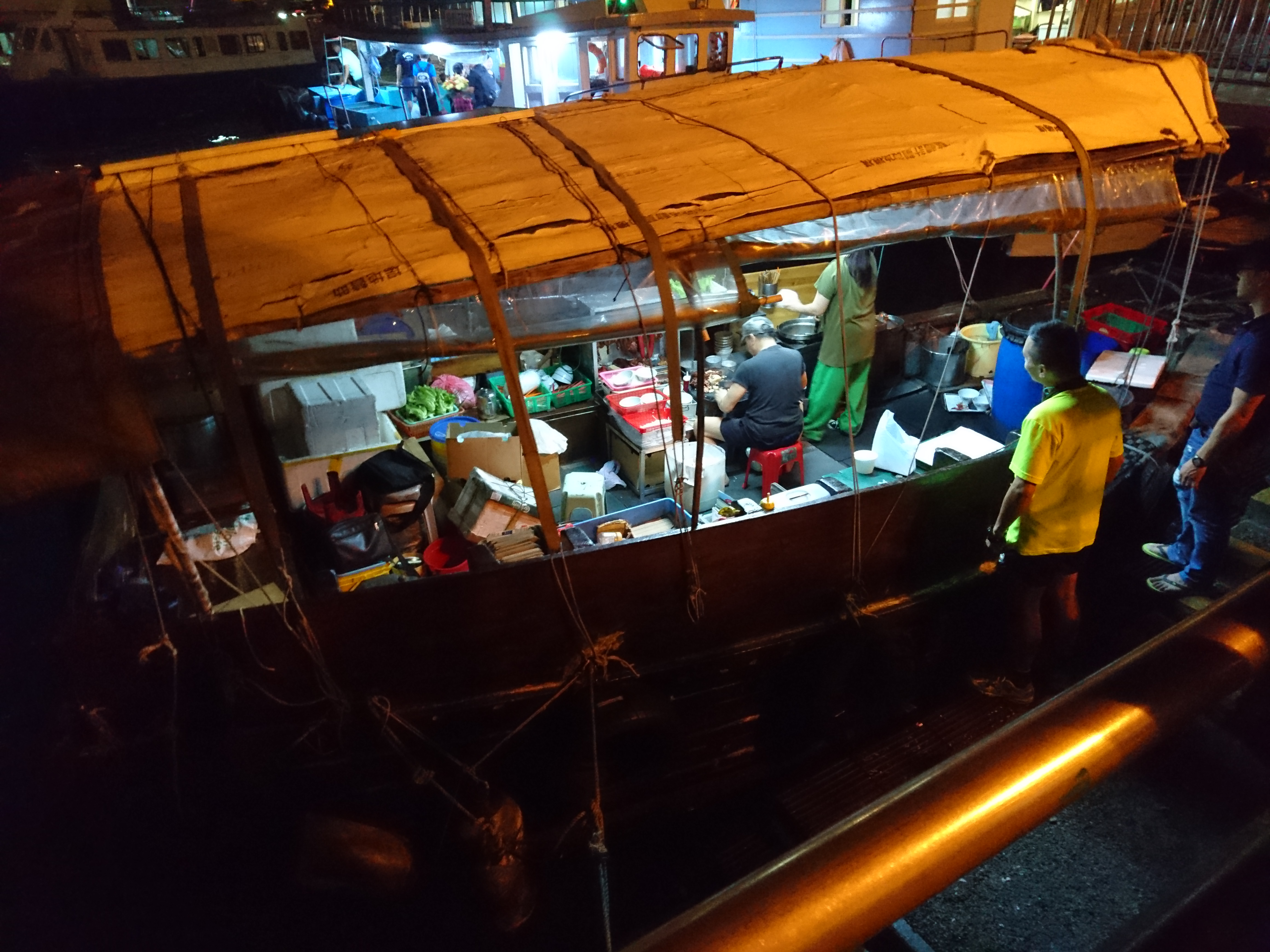
香港仔海濱公園海旁的「艇仔粉」

香港仔海濱公園（英語：Aberdeen Promenade）是香港的一個的海濱長廊，位於香港島香港仔海旁，香港仔避風塘北岸，於1992年啟用，由香港康樂及文化事務署管理。

## 歷史
1970年代中期開始，香港仔進行填海工程，土地主要用作興建香港仔中心及香港仔海旁道。香港仔海旁道以南的土地，則作為休憩用途，興建了一個海濱公園。公園於1992年落成啟用，是繼尖沙咀海濱花園及荃灣海濱公園後香港第三個海濱公園。

## 設施
香港仔海濱公園西至香港仔海旁道與香港仔大道西端交界近香港仔魚類批發市場，沿香港仔西避風塘伸延，東至香港仔海旁道與觀海徑近逸港居及香港仔網球及壁球中心，全長約800米。
香港仔海濱公園設有露天廣場、兒童遊樂場及籃球場等設施。沿岸設有多個街渡及渡輪碼頭，提供連接鴨脷洲大街、南丫島、蒲台島及長洲的航線，亦有珍寶海鮮舫的駁艇。

## 大型活動
香港電台、南區旅遊文化節、回歸日、年宵市場、漁民嘉年華、赤腳慈行、南區國慶日
- Hotcha(張紋嘉、黎美言、張惠雅)(香港電台開心日報)(2009年3月)
- MIRROR@Lokman 楊樂文
- 張彥博
- 裕美
- BoP天堂島
- 陳潔靈(回歸日)(2022年6月)
- COLLAR(2024年)
- 陳栢宇

## 翻新工程
旅遊事務署曾研究將香港仔海濱打造成香港「築地」，然在2009年3月完成的研究，直指該項目在商業、財務及對遊客吸引力上均不可行，擱置項目。到2011年宣佈斥資2億5,000萬元，改善香港仔及鴨脷洲海濱的設施，提升旅遊業吸引力，包括將海濱公園現有觀景台改建為大帆船形狀的建築，加設多幅具透視效果的風帆，作為海濱的地標並營造傳統漁港氣氛，加設舢舨坐椅、雕塑，改善現有的涼亭及健身用地、建造木板行人路，並在沿途設置座椅及雕塑、設戶外表演場地及旅遊資訊中心，介紹香港仔漁港歷史，以至改善觀海徑沿岸船舶上落處 的上蓋設施，同時在附近加設公共厠所。工程於2014年完工。

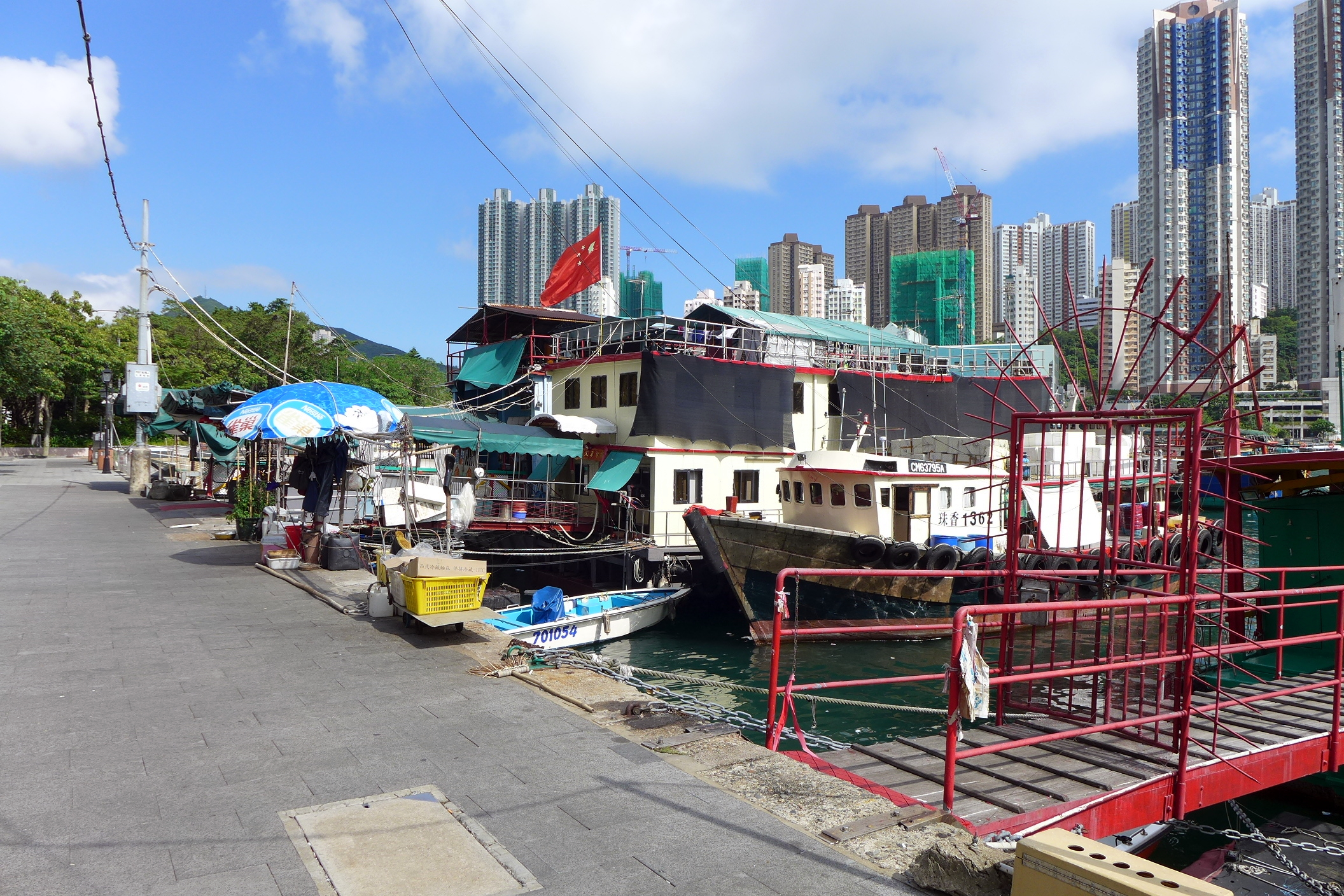
公園沿岸設有多個街渡及渡輪碼頭
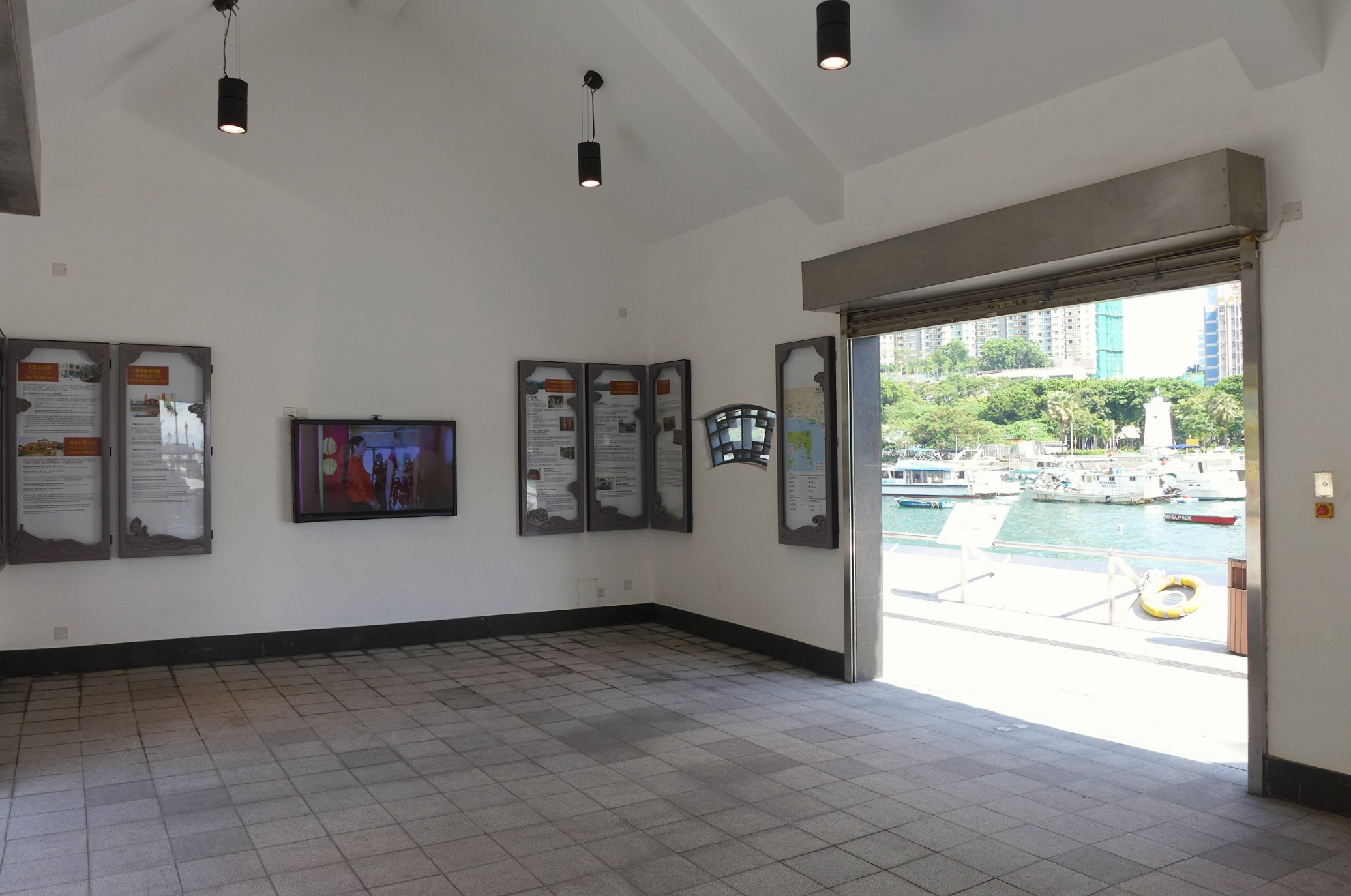
訪客中心
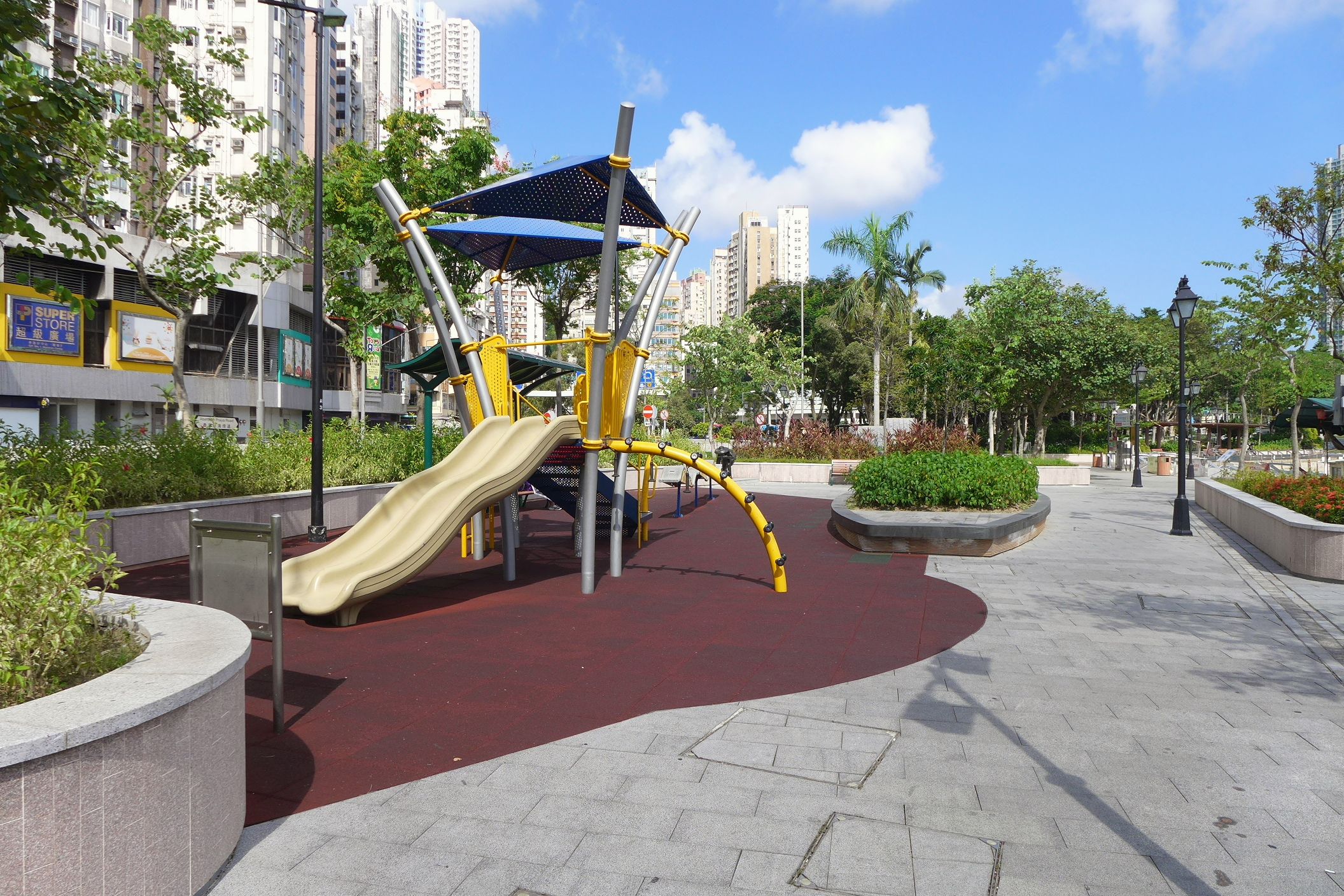
兒童遊樂場
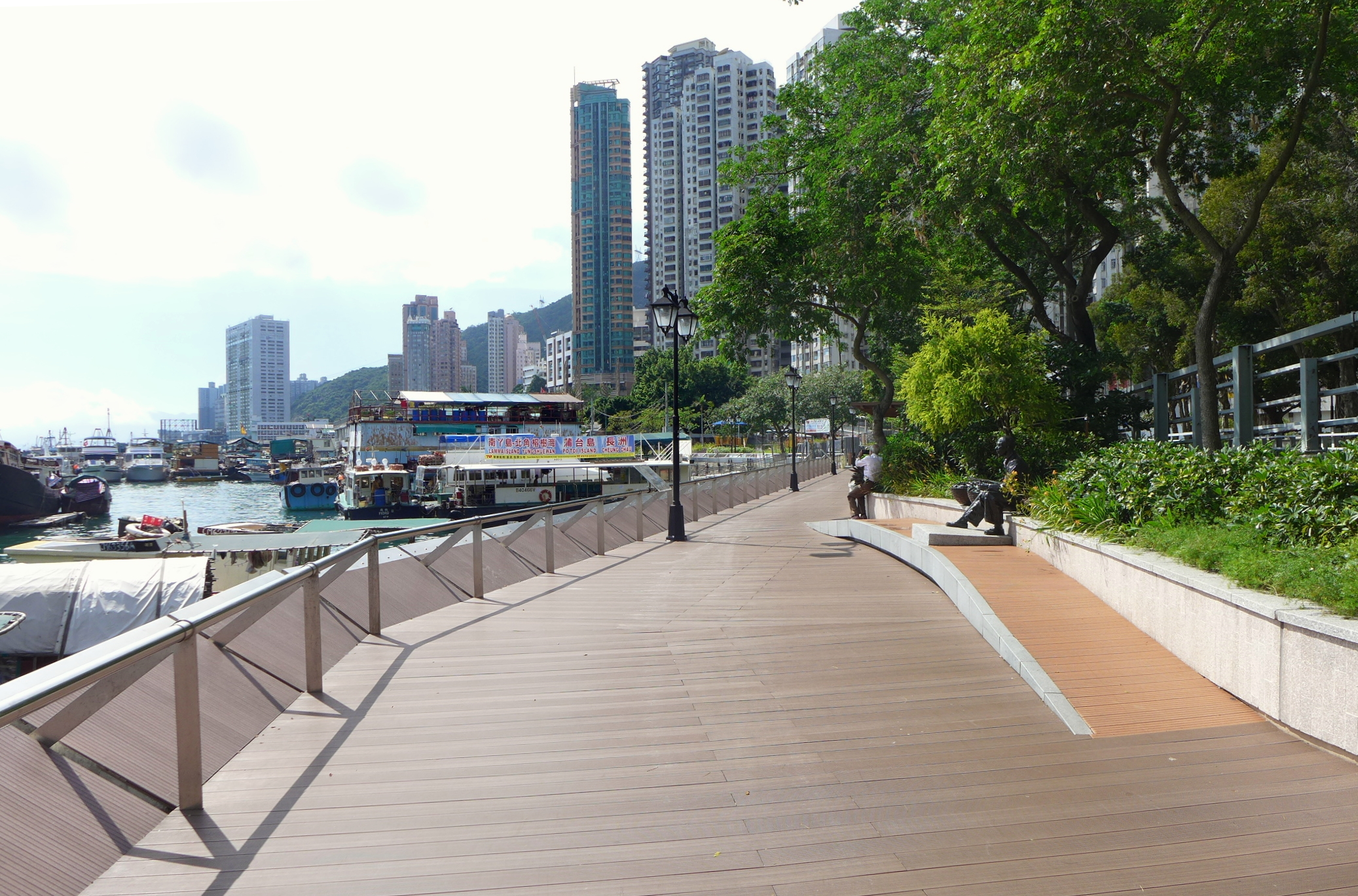
香港仔大道通往香港仔海傍道的沿海高架路旁設木板行人路
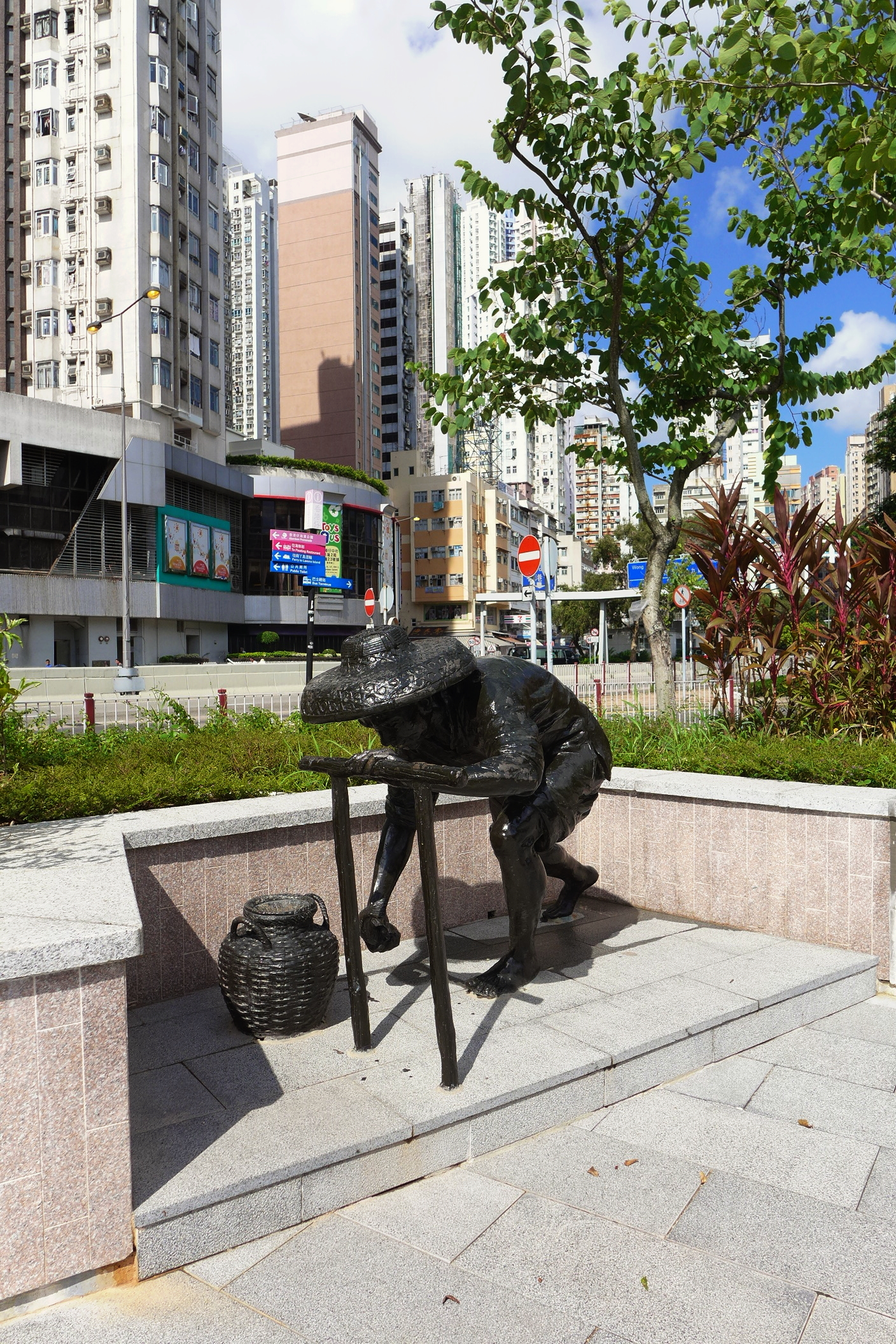
漁港主題有關的雕塑

### 食肆
- 流記艇仔粉(逢星期二及公眾假期休息)

## 未來發展
南區區議會的「社區重點項目」建議將觀景台附近發展為海鮮食肆，並以一元租金交予稻香集團的文化基金經營，項目造價約8,000萬元。不少區議員表態反對，項目最終擱置。

## 禁煙安排
此場地（除吸煙區外）禁止吸煙。

## 鄰近設施
- 香港仔魚類批發市場
- 香港仔網球及壁球中心